# 1808
1808. је била преступна година.

## Догађаји

### Јануар
- 1. јануар — Забрањен је увоз робова у Сједињене Државе.
- 31. јануар — Огист Мармон је прогласио анексију Дубровачке републике, чиме је она престала да постоји.

### Фебруар
- 16. фебруар — Наполеон је почео напад на Шпанију, коју је после месец дана окупирао и на шпански престо довео брата Жозефа.

### Март
- 3. март — Француске трупе под командом маршала Жоашен Мире заузеле Мадрид.

### Јул
- 12. јул — Крушчичка буна

### Децембар
- 14. децембар — 15. децембар – Главна народна скупштина у Београду

### Датум непознат
- Википедија:Непознат датум — Кристијан Крамп први употријебио ознаку {\displaystyle n!} за факторијел броја {\displaystyle n}.

## Рођења

### Фебруар
- 18. фебруар — Јаков Живановић, српски политичар († 1861)
- 26. фебруар — Оноре Домије, француски графичар, карикатуриста, сликар и вајар († 1879)

### Април
- 20. април — Наполеон III Бонапарта, француски политичар и цар

### Септембар
- 6. септембар — Абделкадир, алжирски устаник († 1883)

### Децембар
- 29. децембар — Ендру Џонсон, 16. председник САД